# Gåfyren
Gåfyren är en svenskspråkig barnsång från 1900-talet med temat trafik. Sången handlar om trafikljus. Texten skrevs av Gullan Bornemark. Sången ingår i Anita och Televinken, som hade i syfte att lära barn hur man ska bete sig i trafiken.